# バンド・ギーク
バンド・ギーク(Band geek)は、アメリカ合衆国の学校、特に中学・高校とカレッジを舞台に用いられるスクールカーストの一つであり、吹奏楽やマーチングバンドやブラスバンドに携わる者（生徒）、広くは同舞台での『楽器に携わるあらゆる生徒』を指す。
アメリカ合衆国の学校社会におけるヒエラルキーである学校内階層の底辺で、ジョックに虐げられる存在として語られるナードに分類され、その中でも特にスポーツ以外の何かに打ち込む者であるギークに分類される。
『ダサかわいい』『キモかわいい』というような、明るい意味合いをもって用いられることもしばしばである。